# ناریلان ویل، نیو ساوت ولز
ناریلان ویل (به انگلیسی: Narellan Vale) یک حومه شهر در استرالیا است که در نیو ساوت ولز واقع شده‌است.